# 比夫奧拉馬 (阿肯色州)
比夫奧拉馬（英語：Beav-O-Rama）是位於美國阿肯色州華盛頓縣的一個非建制地區。該地的面積和人口皆未知。

## 地理
比夫奧拉馬的座標為36°08′47″N 94°03′36″W / 36.14639°N 94.06000°W，而該地的平均海拔高度為380米（即1250英尺）。